# Мина Жанна Василівна
Мина Жанна Василівна (* 6 січня 1973) — український науковець, кандидат історичних наук, старший викладач Кафедри соціальних комунікацій та інформаційної діяльності Інституту гуманітарних та соціальних наук Національного університету «Львівська політехніка».

## Бібліографічні відомості
Народилась 6 січня 1973 року на Вінниччині в сім'ї службовців.
У 1996 році закінчила Львівський державний університет ім. І.Франка, отримавши диплом за спеціальністю «Історія України».
З 1997 до 1998 року працювала на посаді завідувачки навчально-методичним кабінетом кафедри історії України, науки і техніки Національного університету «Львівська політехніка».
У 1998—2004 роках — асистент кафедри Історії України, науки і техніки.
У 2004—2011 роках − старший викладач кафедри Історії, теорії та практики культури (тепер — кафедри історії України та етнокомунікацій).
З вересня 2011 р. до сьогодні — старший викладач кафедри соціальних комунікацій та інформаційної діяльності.

## Напрямки наукових досліджень
- Документування історичних процесів в українській Вікіпедії
- Реферування наукової літератури.

## Наукова робота
Кандидат історичних наук з 3 грудня 2008 року.
Дисертацію захистила на спеціалізованій вченій раді Національного університету «Львівська політехніка». Спеціальність 20.02.22 — Військова історія.
Автор понад 50 наукових та навчально-методичних праць.
Співавтор 2-х навчальних посібників:
- Історія України та її державності: Навчальний посібник // Л. Дещинський, І. Гаврилів, Р. Зінкевич, Ж. Мина, В. Тарабан, В. Виздрик. — Серія «Дистанційне навчання». № 25. — Львів, 2005. − 384 с.
- Хома І. Я. Історія української культури: Навчальний посібник для студентів інженерно-технічних та економічних спеціальностей / І. Я. Хома, А. О. Сова, Ж. В. Мина. — Львів: Вид-во Львівської політехніки, 2012. –356 с. (16,0 друк. арк.)

## Окремі праці
- Мина Ж. Кількісний та якісний склад Дієвої армії УНР та УГА напередодні київської наступальної операції (кін. червня — липень 1919 р.) // Вісник Національного Університету «Львівська політехніка» «Держава та армія». ―№ 670. — Львів,2010. — С.101 — 113;
- Мина Ж. В. Перехід Української Галицької Армії на бік генерала Денікіна у листопаді 1919 року// Вісник Національного Університету «Львівська політехніка» «Держава та армія». ―№ 693. — Львів,2011. — С.1 — 132—137;
- Мина Ж. В. Перехід Української Галицької Армії на бік генерала Денікіна у листопаді 1919 року// Вісник Національного Університету «Львівська політехніка» «Держава та армія». ―№ 693. — Львів,2011. — С.1 — 132—137;
- Мина Ж. В. Національно-демократичні та регулярні засади реорганізації Армії УНР (листопад 919-березень 1920) / Ж. В. Мина // Вісник НУ «Львівська політехніка» «Держава та армія». ‒ № 724. ‒ Львів, 2012. ‒ С.153-158;
- Мина Ж. В. Постать полковника Петра Болбочана на тлі подій національної революції 1917—1921 років // Військово-науковий вісник Академії сухопутних військ ім. Гетьмана Сагайдачного . — Вип.16. — Львів: АСВ, 2011. ‒ С.156-168;
- Мина Ж. В. Реферування наукової літератури: проблеми та перспективи / Ж. В. Мина // Науково-виробничий журнал «Держава та регіони». ‒ Серія: Соціальні комунікації № 3. — Запоріжжя: Класичний приватний університет, 2012.‒ С.129-134;
- Розпорядча документація та процеси правових реформ Збройних сил Директорії УНР (січень-липень 1919 р.) / Ж. В. Мина // Вісник НУ «Львівська політехніка» «Держава та армія». ‒ № 752 . ‒ Львів, 2013. ‒ С.112-118.